# Franzdorfer Viadukt

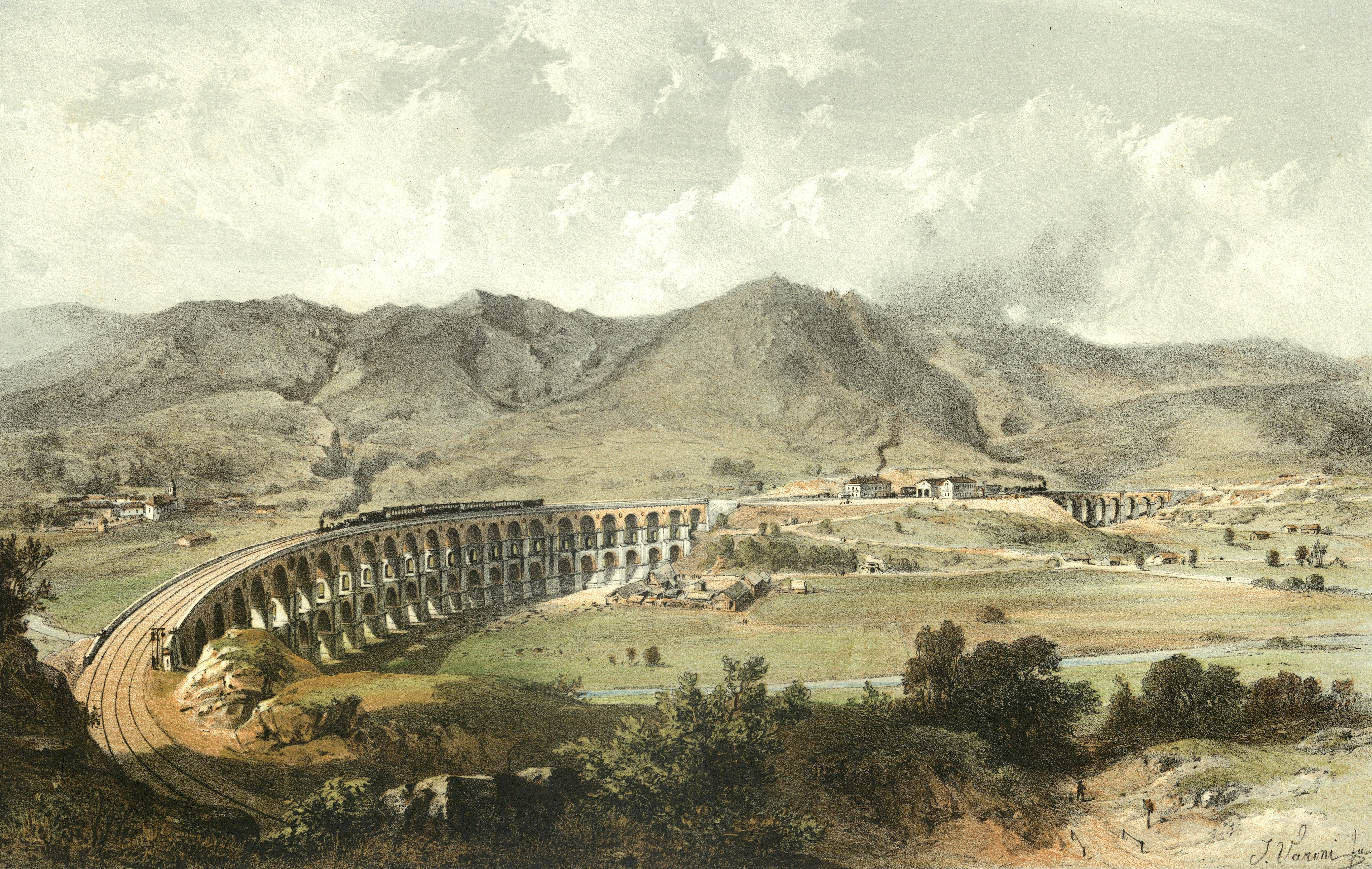
Franzdorfer Viadukt (Gemälde von Giovanni Varrone (1832–1910))

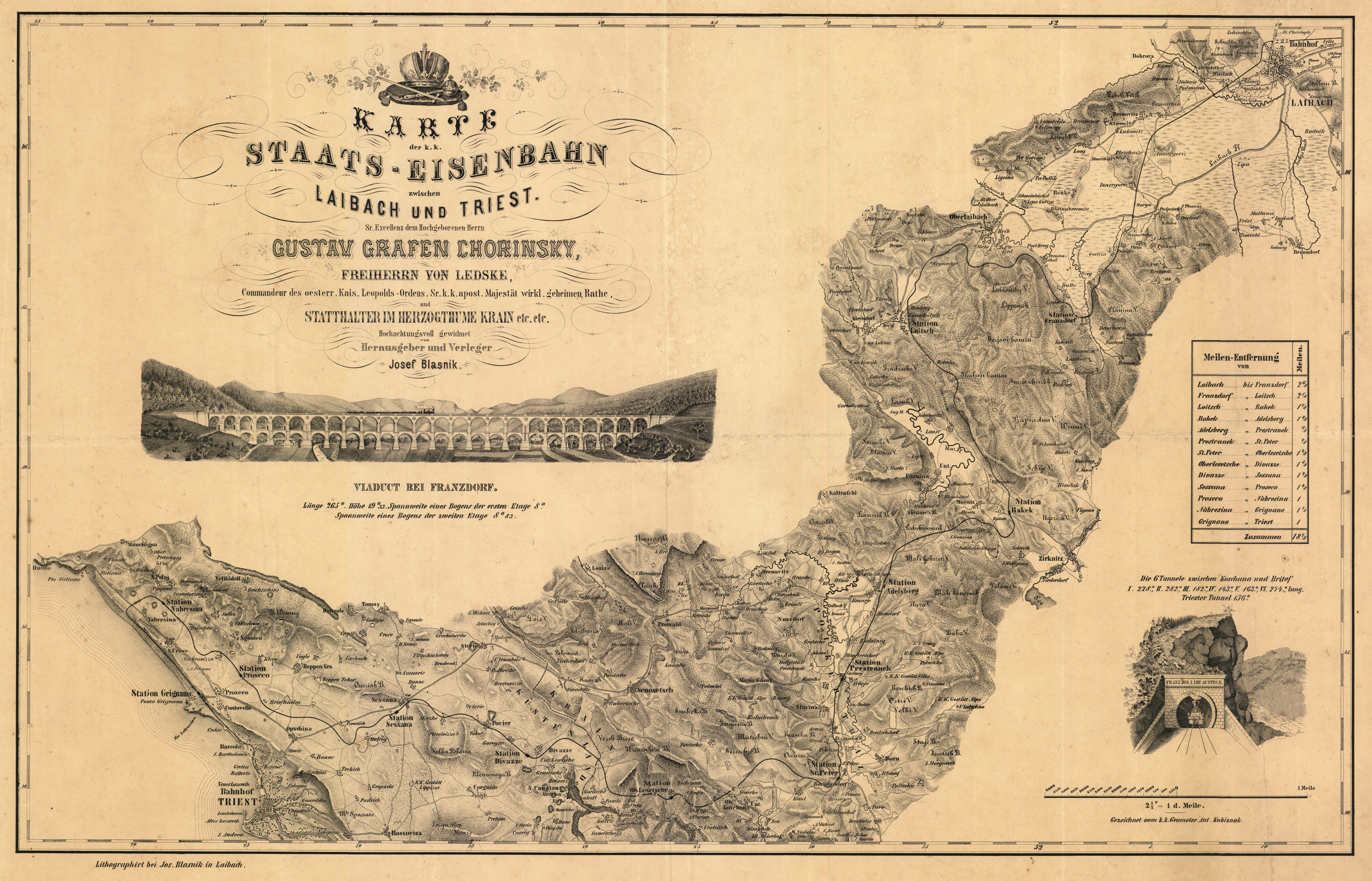
Karte der k.k. Staats-Eisenbahn zwischen Laibach und Triest (1850), OBV.

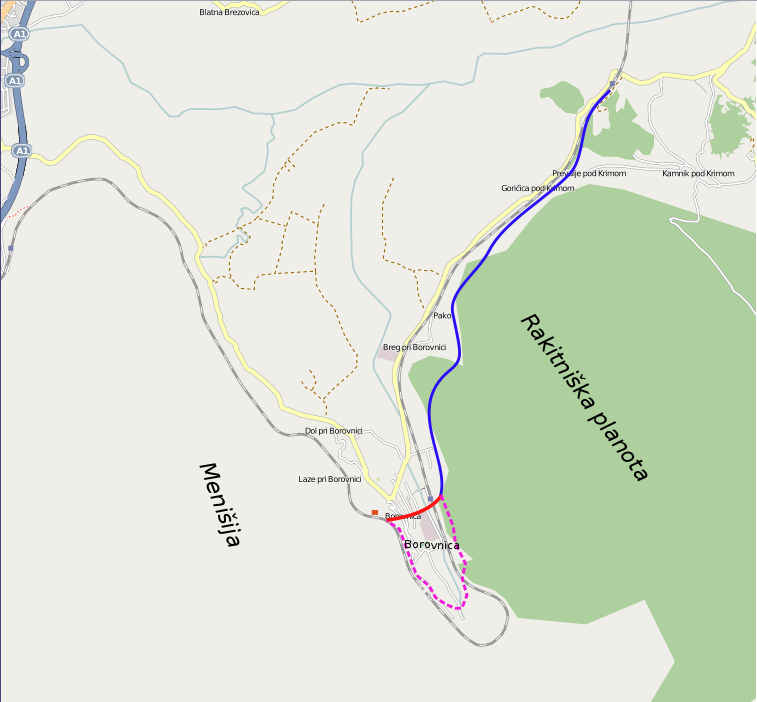
Plan der Eisenbahnstreckenführung bei Franzdorf (Borovnica), ehemaliger Viadukt – rote Linie

Der Franzdorfer Viadukt (slowenisch borovniski viadukt) war ein Eisenbahnviadukt der österreichischen Südbahn von Wien nach Triest. Er wurde zur Überquerung des Tals von Franzdorf (heute: Borovnica, Slowenien) von 1850 bis 1856 auf der ursprünglichen Karstbahn südlich von Laibach (heute Ljubljana, Hauptstadt Sloweniens) errichtet.
Es gab Probleme mit dem feuchten Untergrund und mit Kriegschäden. Nach dem Bau einer Umfahrungsstrecke nach dem Zweiten Weltkrieg wurde der Viadukt nicht mehr benötigt. Beim Abriss blieb ein Pfeiler erhalten. Er ist heute Bestandteil einer Gedenkstätte.

## Geschichte

### Planung und Bau

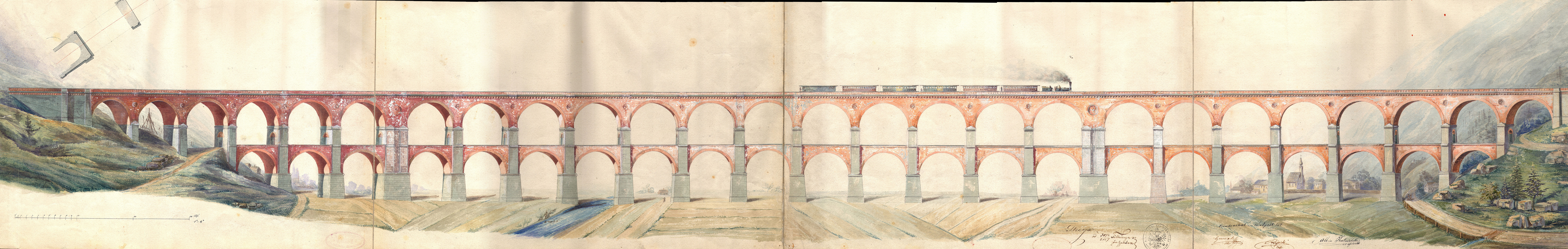
Plan des Franzdorfer Viadukts von von Carl Ritter von Ghega

Das Viadukt wurde vom österreichischen Ingenieur Carl von Ghega (1802–1860), dem Erbauer der Semmeringbahn, geplant.
Die Arbeiten an dem Projekt starteten im Jahr 1850; die Fertigstellung erfolgte im August 1856. Es kostete zwei Millionen Gulden kostete. Mit einer Länge von 561 und einer Höhe von 38 Metern ruhte der Viadukt auf 24 Pfeilern. Über ihn führte eine zweigleisige Strecke. Nach Angaben des Eisenbahnhistorikers Josef Dultinger „erforderte (der Bau dieses Viaduktes) 32.000 Kubikmeter Bruchsteinmauerwerk und ebenso viel Quadermauerwerk. Für die Herstellung der Ziegelgewölbe wurden fünf Millionen Stück handgeschlagene Ziegel verwendet. Wegen des schlechten Untergrundes mußten alle Pfeiler auf Pfahlroste aus Eichenholz gestellt werden. Nur die Widerlager des Viaduktes konnten auf Fels gestellt werden.“ Der Viadukt wurde zweigeschossig ausgeführt: Das Obergeschoss, das die Eisenbahngleise trug, umfasste 25 Bögen. In der unteren Etage mit 22 Bögen durchbrachen bogenförmige Durchgänge alle Pfeiler. Die Bögen hatten eine Spannweite von je 16 m.
Zu seiner Zeit wurde der Franzdorfer Viadukt in Europa höhenmäßig nur von der 80 Meter hohen, zur Sächsischen Staatsbahn gehörenden Göltzschtalbrücke (Fertigstellung 1851) übertroffen und als schönster Viadukt Europas gerühmt.

### Statik-Probleme
Schon 1905 traten erste Probleme mit der Gründung der Pfeiler im feuchten Untergrund auf. Trotz Nachbesserungen wurde das Viadukt in der Folge instabil.  Die Höchstgeschwindigkeit musste deshalb auf 10 km/h reduziert werden.

### Weltkriege
Nach 1918 wurde der Viadukt Teil des jugoslawischen Eisenbahnnetzes. Anlässlich des Einmarschs deutscher Truppen im Balkanfeldzug wurden aus strategischen Gründen am 10. April 1941 sieben Bögen in einer Länge von 226 Metern von der sich zurückziehenden jugoslawische Armee in die Luft gesprengt. Umgehend wurde die Lücke von der Besatzungsarmee durch eine stählerne Behelfsbrücke geschlossen, die jedoch nach einer Verstärkung der alliierten Luftangriffe im Jahre 1944 unpassierbar wurde.

### Abriss
Der verbleibende Rest des Viadukts wurde bis zum Jahr 1950 schrittweise abgerissen; aufgrund einer durchgeführten Umtrassierung bestand für die Wiederinstandsetzung des Viadukts keine Notwendigkeit mehr.

### Andenken an das Viadukt
Heute existieren nur noch Überreste, insbesondere ein Pfeiler in der Ortschaft Borovnica, der Bestandteil einer historischen Gedenkstätte ist. Diese umfasst eine Beschreibung und ein Modell der ehemaligen Brücke. Der Viadukt wird auch im Wappen der Gemeinde Borovnica dargestellt.

### Bildergalerie

Viadukt im Bau, in Funktion und im heutigen Zustand
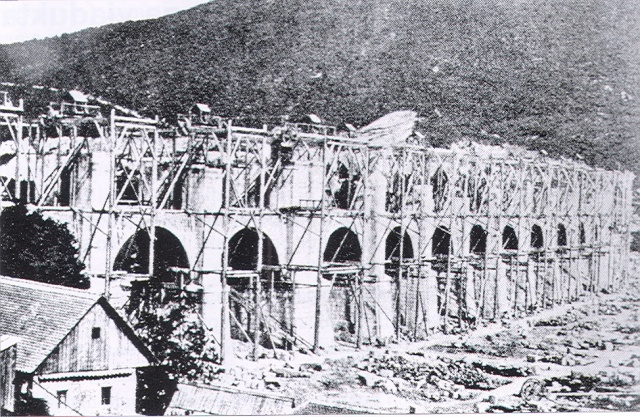
Franzdorfer Viadukt im Bau (Fotografie von Johann Bosch, 1855)
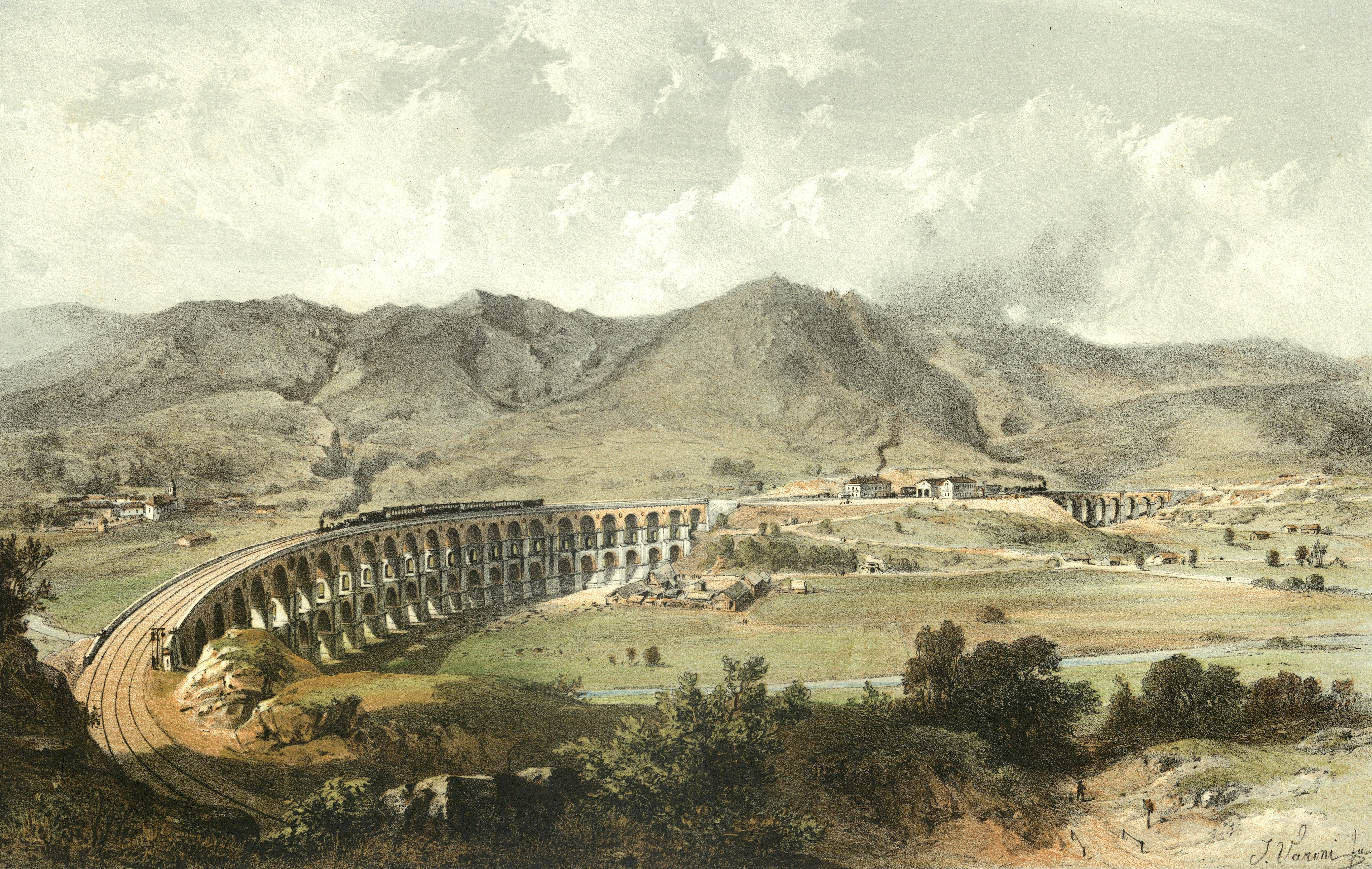
Franzdorfer Viadukt (Gemälde von Giovanni Varrone (1832–1910))
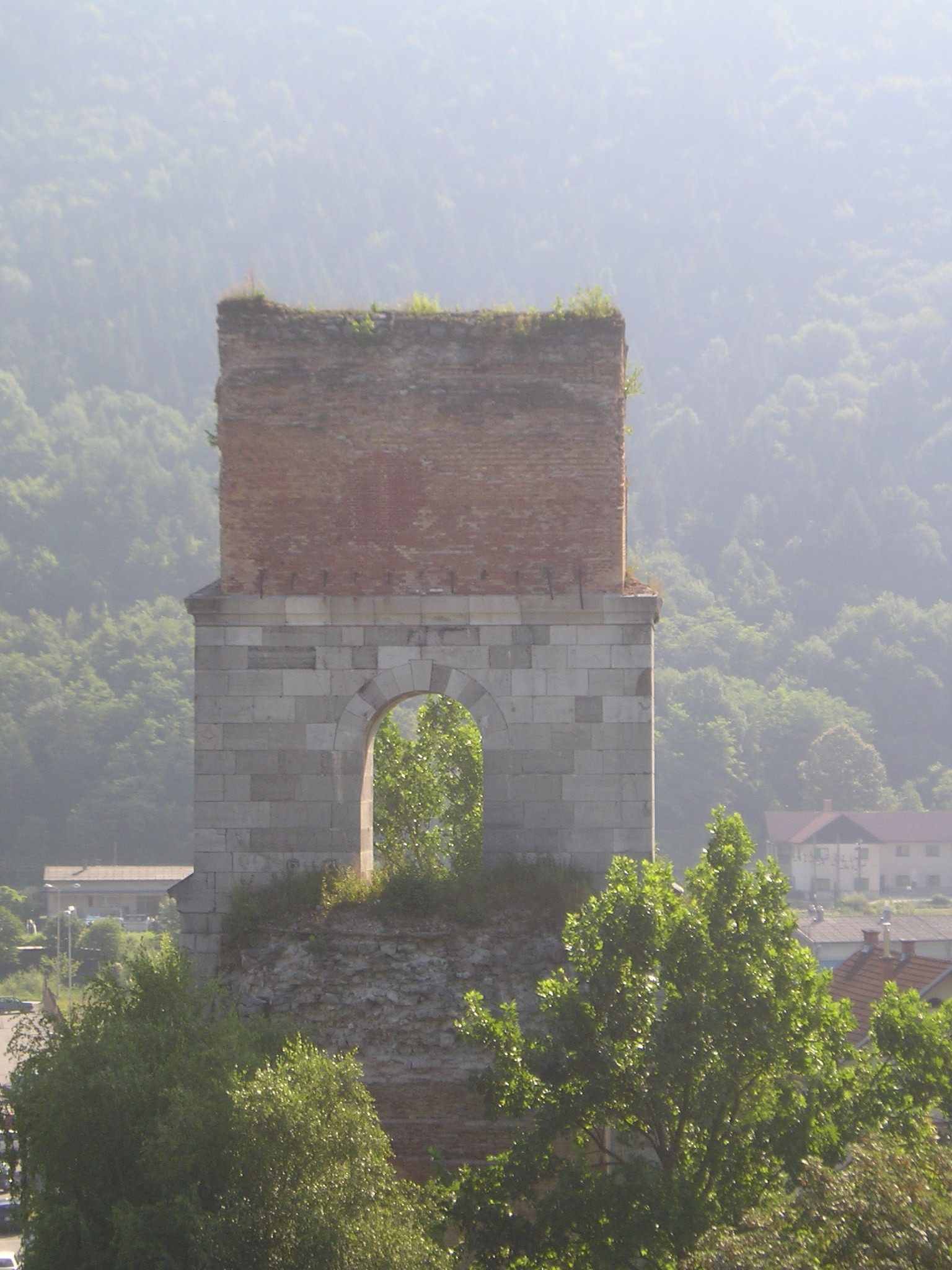
Noch vorhandener Pfeiler (Queransicht)
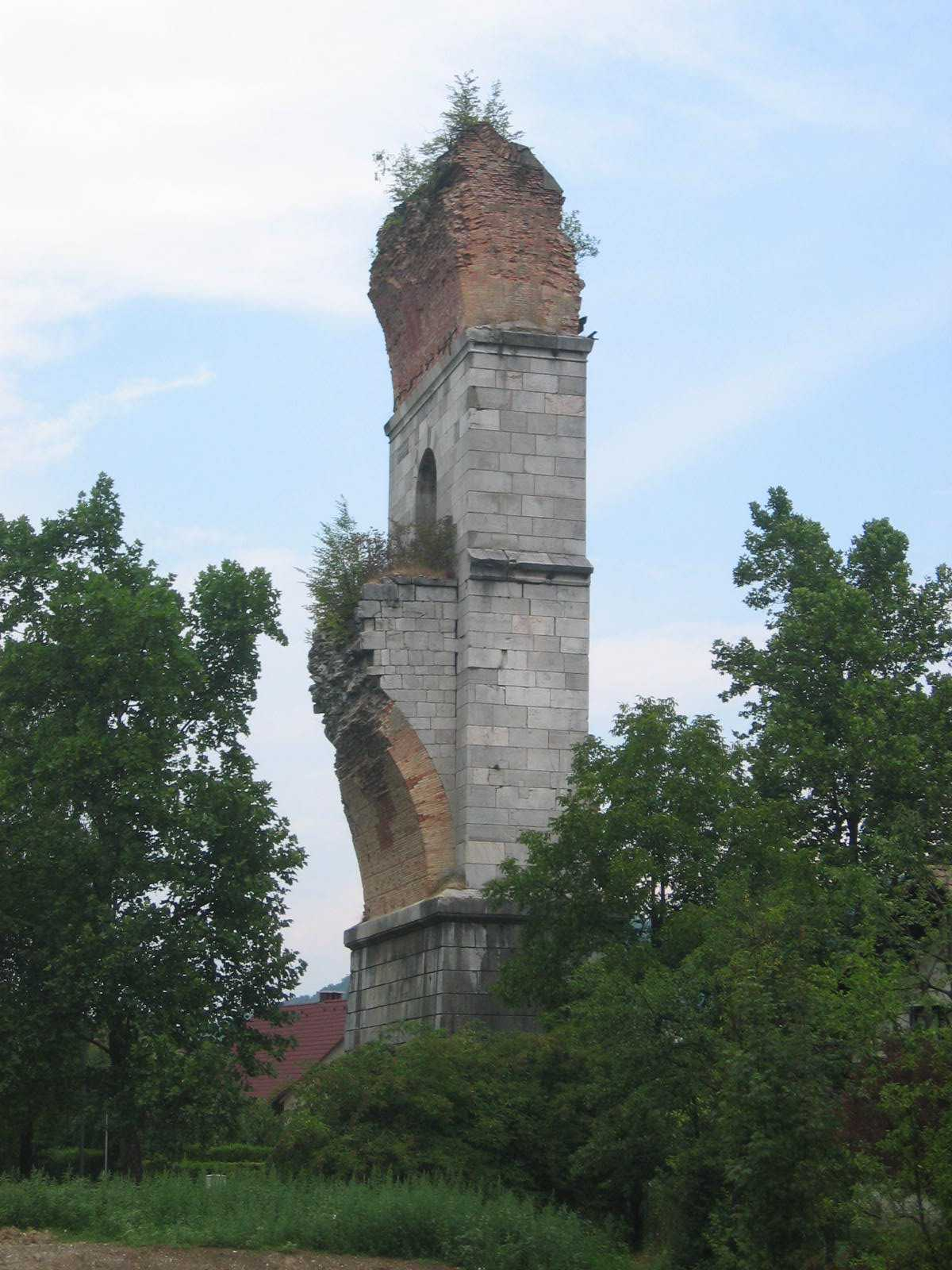
Noch vorhandener Pfeiler (Frontansicht)